# William Merz
William Merz (n. 25 aprilie 1878, Red Bud⁠(d), Illinois, SUA – d. 17 martie 1946, Overland⁠(d), Missouri, SUA) a fost un atlet și gimnast ce a reprezentat Statele Unite ale Americii, medaliat olimpic. A participat la o ediție a Jocurilor Olimpice (1904) în care a câștigat o medalie de argint și 4 medalii de bronz.